# Amethystquarz

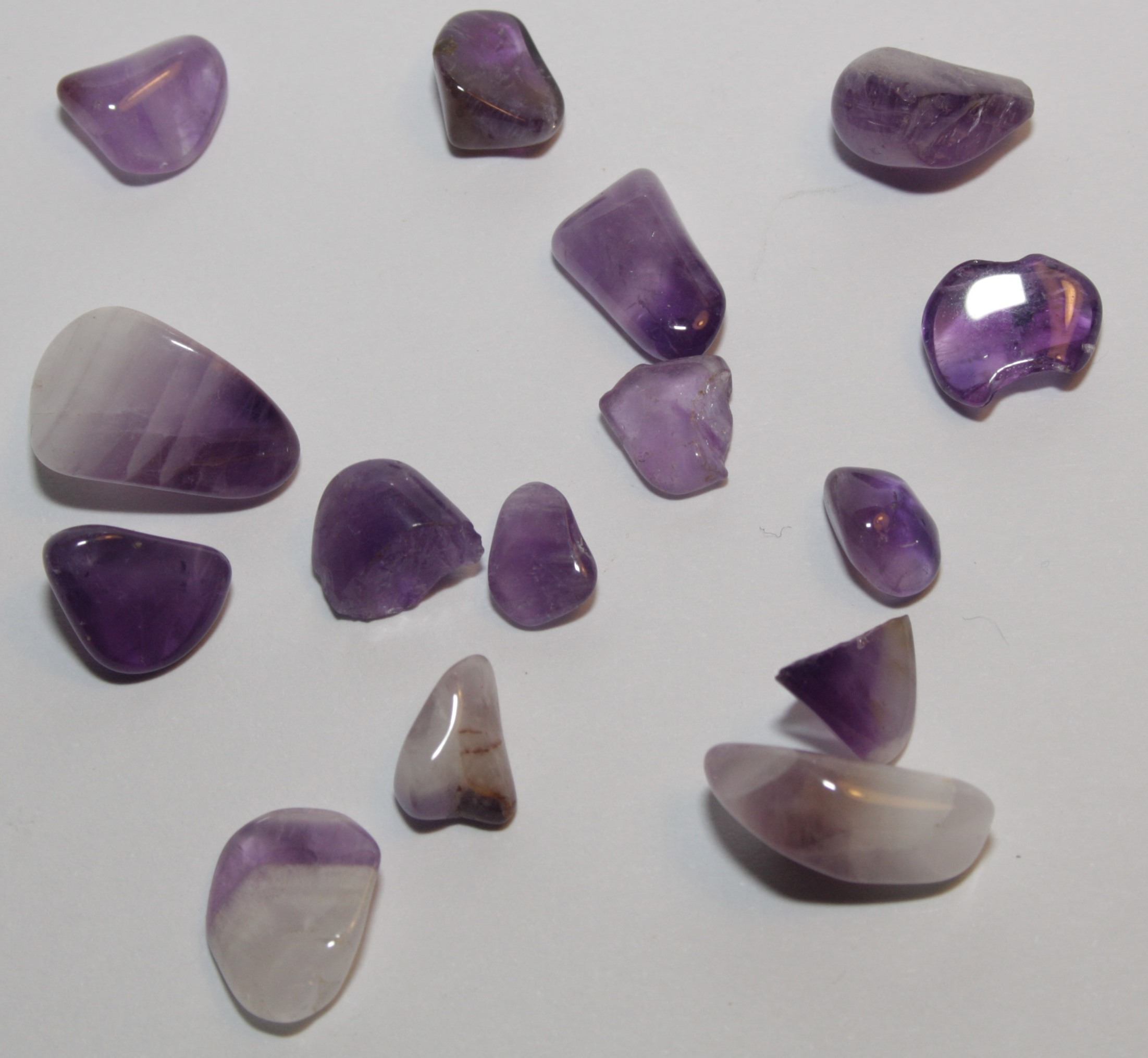
Einige getrommelte Amethyste und Amethystquarze

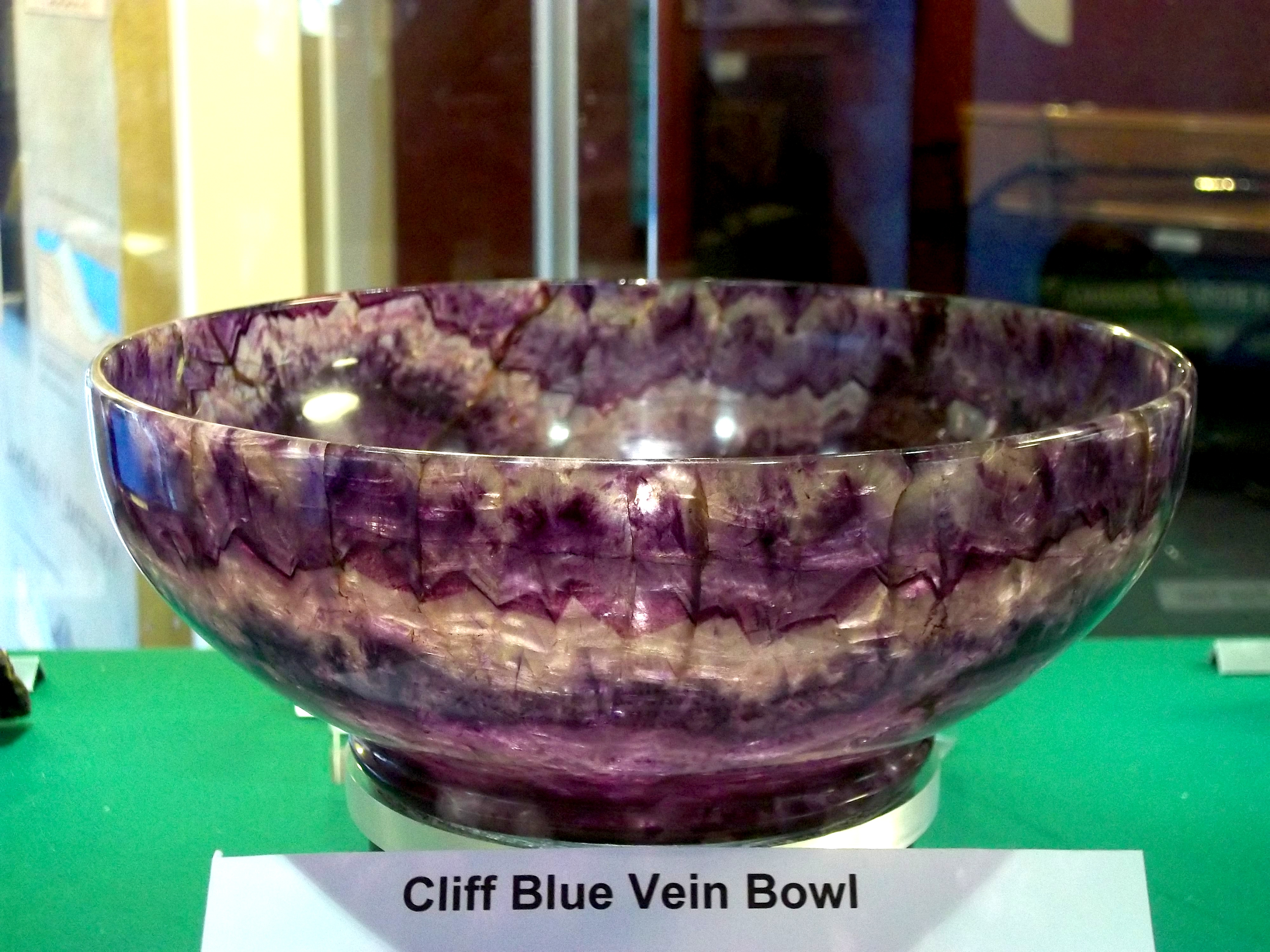
Schale aus „Blue John“-Fluorit

Amethystquarz, auch als gebänderter Amethyst oder derber Amethyst bezeichnet sowie unter dem Handelsnamen Chevron-Amethyst bekannt, ist eine schichtartige Verwachsung von undurchsichtigem bis durchscheinendem, milchweißem Quarz und der violetten Quarz-Varietät Amethyst. Die weißen Quarz-Streifen können dabei in V-Form auftreten und werden meist erst nach dem Schliff und der Politur des Steins gut sichtbar.
Amethystquarz wird ausschließlich als Schmuckstein und Ornamentstein verwendet. Um die Bänderung des Steins möglichst ansprechend zur Geltung zu bringen, kommen nur Glattschliffe zur Anwendung. Meist sind dies Kugelschliff oder Cabochon für Ketten, Anhänger und Ringe. Für einfache Handschmeichler (Barocksteine) wird Amethystquarz auch getrommelt. Aufgrund seiner Struktur neigt Amethystquarz allerdings zum Ausbrechen von Quarzstellen.
Verwechslungsgefahr besteht unter anderem mit gestreiftem Fluorit, vor allem den violett-weißen „Blue John“-Fluoriten aus Derbyshire, England. Allerdings ist Fluorit mit einer Mohshärte von 4 deutlich weicher (Amethyst Mohshärte 7) und lässt sich im Gegensatz zum Amethystquarz mit einem Messer ritzen.